# Hampstead (Dominica)
Hampstead  es una localidad de Dominica en la parroquia de Saint Andrew.
La zona fue utilizada para la filmación de la película Pirates of the Caribbean: Dead Man's Chest.

## Demografía
Según estimación 2010 contaba con 468 habitantes.